# Fernando Henrique Quintela Cavalcante
Fernando Henrique Quintela Cavalcante (n. 3 mai 1990, în São Paulo, Brazilia) este un fotbalist brazilian, în prezent liber de contract. Ultima dată el a evoluat la clubul Zimbru Chișinău în Divizia Națională.

## Palmares
Zimbru Chișinău
- Cupa Moldovei (1): 2013–14